# Fußballclub Rumeln 2001 Duisburg 2011-2012
Questa voce raccoglie le informazioni riguardanti il Fußballclub Rumeln 2001 Duisburg nelle competizioni ufficiali della stagione 2011-2012.

## Stagione

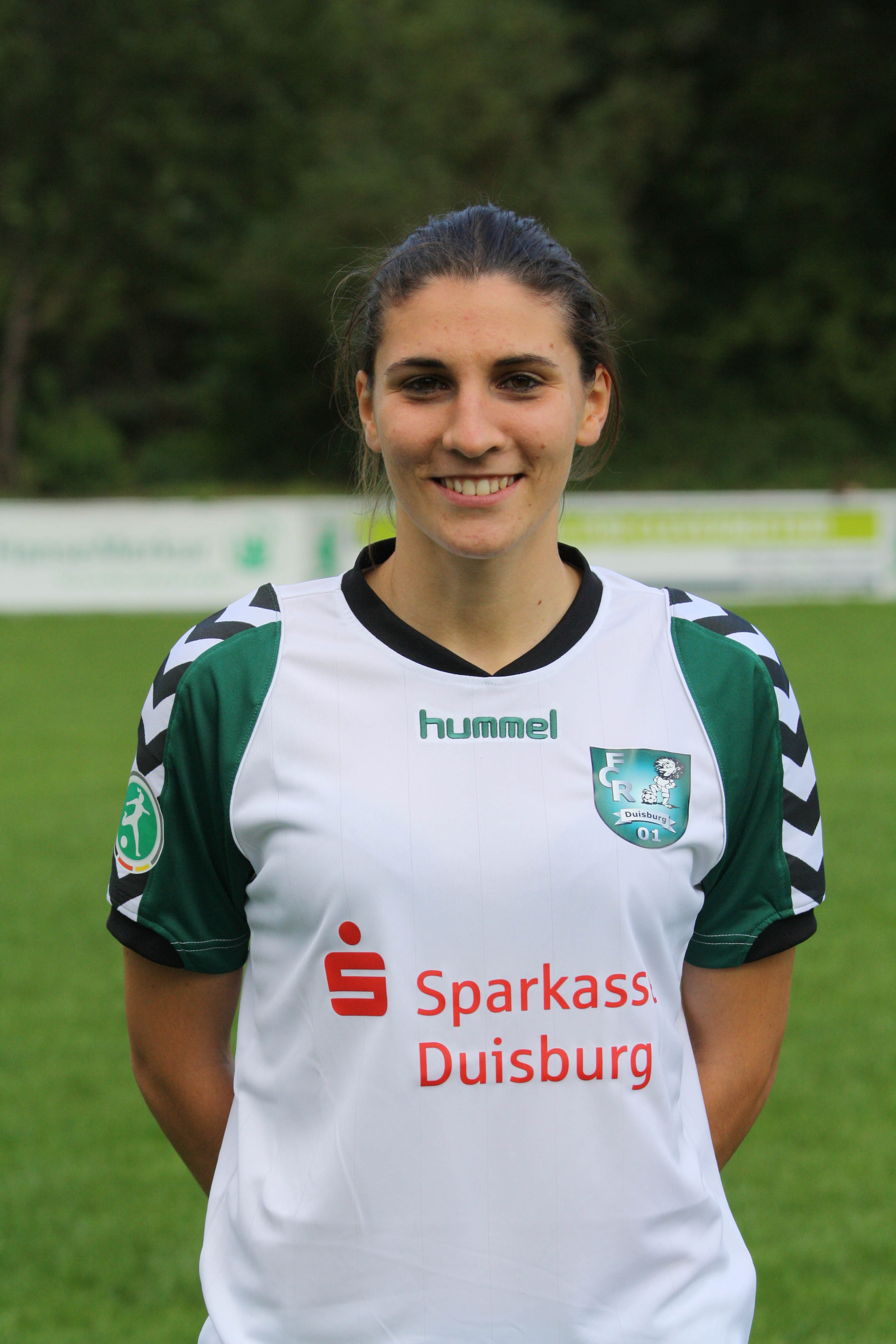
L'italiana Laura Neboli, uno degli acquisti della società durante la sessione estiva di calciomercato.

## Divise e sponsor
Il main sponsor era l'istituto di credito Sparkasse Duisburg, mentre lo sponsor tecnico, fornitore delle tenute, era Hummel.
|  | Casa | Trasferta |

## Organigramma societario
Staff tecnico come da sito ufficiale.
Area tecnica
- Allenatore: Marco Ketelaer
- Allenatore in seconda: Mike Schmalenberg
- Allenatore dei portieri: Andreas Kontra
- Fisioterapisti: Simon Fuierer, Cathrin Junker

## Rosa
Rosa, ruoli e numeri di maglia come da sito ufficiale, aggiornati al 4 marzo 2012, integrati dal sito della Federcalcio tedesca (DFB).
| N. |                        | Ruolo | Calciatrice                 |
| -- | ---------------------- | ----- | --------------------------- |
| 1  | Germania (bandiera)    | P     | Meike Kämper                |
| 2  | Germania (bandiera)    | D     | Luisa Wensing               |
| 3  | Germania (bandiera)    | C     | Barbara Müller              |
| 4  | Germania (bandiera)    | C     | Nina Windmüller             |
| 5  | Germania (bandiera)    | D     | Annike Krahn (capitano)     |
| 6  | Germania (bandiera)    | C     | Jennifer Oster              |
| 7  | Paesi Bassi (bandiera) | C     | Jackie Noelle Groenen       |
| 8  | Germania (bandiera)    | C     | Gülhiye Cengiz              |
| 10 | Germania (bandiera)    | C     | Linda Bresonik              |
| 11 | Germania (bandiera)    | C     | Simone Laudehr              |
| 14 | Portogallo (bandiera)  | D     | Dolores Isabel Jacome Silva |

| N. |                        | Ruolo | Calciatrice            |
| -- | ---------------------- | ----- | ---------------------- |
| 15 | Italia (bandiera)      | D     | Laura Neboli           |
| 17 | Paesi Bassi (bandiera) | D     | Petra Hogewoning       |
| 19 | Germania (bandiera)    | A     | Stefanie Weichelt      |
| 20 | Germania (bandiera)    | A     | Mandy Islacker         |
| 21 | Germania (bandiera)    | D     | Marina Himmighofen     |
| 22 | Germania (bandiera)    | P     | Christina Bellinghoven |
| 23 | Paesi Bassi (bandiera) | A     | Lieke Martens          |
| 24 | Germania (bandiera)    | P     | Anke Preuß             |
| 25 | Germania (bandiera)    | A     | Alexandra Popp         |
| 26 | Giappone (bandiera)    | A     | Kozue Andō             |

## Calciomercato

### Sessione estiva
| Acquisti | Acquisti         | Acquisti                            | Acquisti                  |
| R.       | Nome             | da                                  | Modalità                  |
| -------- | ---------------- | ----------------------------------- | ------------------------- |
| P        | Meike Kämper     | FCR 2001 Duisburg [Primavera B (F)] | aggregata dalle giovanili |
| D        | Petra Hogewoning | Sky Blue                            | definitivo                |
| D        | Dolores Silva    | 1º Dezembro                         | definitivo                |
| D        | Laura Neboli     | Graphistudio Tavagnacco             | definitivo                |

| Cessioni | Cessioni         | Cessioni            | Cessioni   |
| R.       | Nome             | a                   | Modalità   |
| -------- | ---------------- | ------------------- | ---------- |
| P        | Ursula Holl      | SG Essen-Schönebeck | definitivo |
| D        | Sonja Fuss       | Zurigo              | definitivo |
| D        | Mirte Roelvink   | Jena                | definitivo |
| D        | Anne van Bonn    | Lokomotive Lipsia   | definitivo |
| C        | Marina Hegering  | Bayer Leverkusen    | definitivo |
| C        | Annemieke Kiesel | VVV-Venlo           | definitivo |
| C        | Turid Knaak      | Bayer Leverkusen    | definitivo |
| A        | Inka Grings      | Zurigo              | definitivo |
| A        | Hasret Kayikçi   | Friburgo            | definitivo |

### Sessione invernale
| Acquisti | Acquisti      | Acquisti            | Acquisti   |
| R.       | Nome          | da                  | Modalità   |
| -------- | ------------- | ------------------- | ---------- |
| D        | Elena Hauer   | SG Essen-Schönebeck | definitivo |
| A        | Lieke Martens | Standard Liegi      | definitivo |

| Cessioni | Cessioni | Cessioni | Cessioni |
| R.       | Nome     | a        | Modalità |
| -------- | -------- | -------- | -------- |
|          |          |          |          |

## Risultati

### Frauen-Bundesliga

#### Girone di andata
| Arbitro: | Rafalski (Baunatal) |

|                       |           |           |
| Popp 59’ Weichelt 85’ | Marcatori | 14’ Meyer |

| Arbitro: | Derlin (Bad Schwartau) |

|  |           |                        |
|  | Marcatori | 5’ Laudehr 44’ Wensing |

| Arbitro: | Hussein (Bad Harzburg) |

|                                        |           |              |
| Laudehr 10’ Islacker 18’, 32’ Popp 19’ | Marcatori | 61’ Beckmann |

| Arbitro: | Wozniak (Herne) |

|  |           |                                                              |
|  | Marcatori | 25’ Andō 27’, 59’ Weichelt 45’ Wensing 55’ Oster 86’ Laudehr |

| Arbitro: | Biehl (Siesbach) |

|                                 |           |  |
| Popp 15’ Laudehr 37’ Cengiz 56’ | Marcatori |  |

| Arbitro: | Kurtes (Düsseldorf) |

|          |           |                    |
| Wolf 81’ | Marcatori | 82’ (aut.) Martini |

| Arbitro: | Baitinger (Friesenheim) |

|                                      |           |  |
| Islacker 57’ Bresonik 79’ Müller 86’ | Marcatori |  |

| Arbitro: | Müller-Schmäh (Potsdam) |

|                    |           |  |
| Gregorius 80’, 87’ | Marcatori |  |

| Arbitro: | Hussein (Bad Harzburg) |

|                             |           |                 |
| Oster 15’ Popp 20’ Andō 90’ | Marcatori | 48’ Feiersinger |

| Arbitro: | Steinhaus (Langenhagen) |

|                                  |           |                                |
| Hanebeck 34’ Bresonik 42’ (aut.) | Marcatori | 63’ Andō 66’ Popp 90’ Bresonik |

| Arbitro: | Baitinger (Friesenheim) |

|              |           |               |
| Bresonik 58’ | Marcatori | 26’ Behringer |

#### Girone di ritorno
| Arbitro: | Rafalski (Baunatal) |

|           |           |                                                |
| Clark 50’ | Marcatori | 22’, 41’ Islacker 28’, 68’ Oster 31’, 78’ Andō |

| Arbitro: | Söder (Norimberga) |

|                                  |           |              |
| Andō 2’ Islacker 15’ Wensing 37’ | Marcatori | 34’ Meiforth |

| Arbitro: | Biehl (Siesbach) |

|  |           |              |
|  | Marcatori | 85’ Islacker |

| Arbitro: | Derlin (Bad Schwartau) |

|                          |           |                          |
| Bresonik 14’ Wensing 80’ | Marcatori | 17’ Giraud 77’ Zirnstein |

| Arbitro: | Müller-Schmäh (Potsdam) |

|                       |           |          |
| Keßler 34’ Blässe 78’ | Marcatori | 14’ Popp |

| Arbitro: | Heimann (Gladbeck) |

|                                         |           |  |
| Islacker 5’ Cengiz 30’ Laudehr 70’, 87’ | Marcatori |  |

| Arbitro: | Illing (Limbach-Oberfrohna) |

|  |           |                           |
|  | Marcatori | 2’, 31’ Laudehr 87’ Oster |

| Arbitro: | Eisenhardt (Holzgerlingen) |

|                       |           |  |
| Bresonik 21’ Popp 55’ | Marcatori |  |

| Arbitro: | Schultz (Wolfsburg) |

|                               |           |  |
| Lotzen 70’ Baunach 82’ (rig.) | Marcatori |  |

| Arbitro: | Rafalski (Baunatal) |

|  |           |                   |
|  | Marcatori | 46’, 86’ Hanebeck |

| Arbitro: | Hussein (Bad Harzburg) |

|                                                                                         |           |                              |
| Smisek 73’ (rig.) Kumagai 2’ Garefrekes 56’ Behringer 66’ Marozsán 80’ Crnogorčević 83’ | Marcatori | 18’, 61’ Islacker 20’ Cengiz |

### DFB-Pokal der Frauen
| Arbitro: | Appelmann (Sörgenloch) |

|  |           |                          |
|  | Marcatori | 36’ Islacker 45’ Laudehr |

| Arbitro: | Heimann (Gladbeck) |

|                                                                                 |           |  |
| Laudehr 8’ Popp 18’, 21’, 53’, 57’, 67’, 74’ Müller 27’ Bresonik 41’ Cengiz 47’ | Marcatori |  |

| Arbitro: | Wozniak (Herne) |

|  |           |                                                           |
|  | Marcatori | 14’, 57’, 85’ Andō 34’, 87’, 90’ Popp 39’ (rig.) Islacker |

| Arbitro: | Hussein (Bad Harzburg) |

|                                                         |                      |                                             |
| Garefrekes 8’ Lewandowski 80’                           | Marcatori            | 26’ Islacker 69’ Popp                       |
| Behringer Crnogorčević Weber Bajramaj Kumagai Bartusiak | Tiri di rigore 5 – 4 | Islacker Martens Cengiz Popp Krahn Bresonik |

## Statistiche

### Statistiche di squadra
| Competizione         | Punti | In casa | In casa | In casa | In casa | In casa | In casa | In trasferta | In trasferta | In trasferta | In trasferta | In trasferta | In trasferta | Totale | Totale | Totale | Totale | Totale | Totale | DR  |
| Competizione         | Punti | G       | V       | N       | P       | Gf      | Gs      | G            | V            | N            | P            | Gf           | Gs           | G      | V      | N      | P      | Gf     | Gs     | DR  |
| -------------------- | ----- | ------- | ------- | ------- | ------- | ------- | ------- | ------------ | ------------ | ------------ | ------------ | ------------ | ------------ | ------ | ------ | ------ | ------ | ------ | ------ | --- |
| Frauen-Bundesliga    | 45    | 11      | 8       | 2       | 1       | 27      | 9       | 11           | 6            | 1            | 4            | 26           | 15           | 22     | 14     | 3      | 5      | 53     | 24     | +29 |
| DFB-Pokal der Frauen | -     | 1       | 1       | 0       | 0       | 10      | 0       | 3            | 2            | 1            | 0            | 11           | 2            | 4      | 3      | 1      | 0      | 21     | 2      | +19 |
| Totale               | -     | 12      | 9       | 2       | 1       | 37      | 9       | 14           | 8            | 2            | 4            | 33           | 17           | 37     | 17     | 4      | 5      | 74     | 26     | +48 |

### Andamento in campionato
| Giornata  | 1 | 2 | 3 | 4 | 5 | 6 | 7 | 8 | 9 | 10 | 11 | 12 | 13 | 14 | 15 | 16 | 17 | 18 | 19 | 20 | 21 | 22 |
| --------- | - | - | - | - | - | - | - | - | - | -- | -- | -- | -- | -- | -- | -- | -- | -- | -- | -- | -- | -- |
| Luogo     | C | T | C | T | C | T | C | T | C | T  | C  | T  | C  | T  | C  | T  | C  | T  | C  | T  | C  | T  |
| Risultato | V | V | V | V | V | N | V | P | V | V  | N  | V  | V  | V  | N  | P  | V  | V  | V  | P  | P  | P  |
| Posizione | 5 | 3 | 3 | 1 | 1 | 3 | 3 | 3 | 2 | 2  | 2  | 2  | 2  | 2  | 2  | 3  | 3  | 3  | 3  | 3  | 3  | 4  |

Legenda:

Luogo: C = Casa; T = Trasferta. Risultato: V = Vittoria; N = Pareggio; P = Sconfitta.

### Statistiche delle giocatrici
| Giocatore       | Frauen-Bundesliga | Frauen-Bundesliga | Frauen-Bundesliga | Frauen-Bundesliga | DFB-Pokal der Frauen | DFB-Pokal der Frauen | DFB-Pokal der Frauen | DFB-Pokal der Frauen | Totale   | Totale | Totale      | Totale     |
| Giocatore       | Presenze          | Reti              | Ammonizioni       | Espulsioni        | Presenze             | Reti                 | Ammonizioni          | Espulsioni           | Presenze | Reti   | Ammonizioni | Espulsioni |
| --------------- | ----------------- | ----------------- | ----------------- | ----------------- | -------------------- | -------------------- | -------------------- | -------------------- | -------- | ------ | ----------- | ---------- |
| K. Andō         | 17                | 6                 | 1                 | 0                 | 2                    | 3                    | 0                    | 0                    | 19       | 9      | 1           | 0          |
| C. Bellinghoven | 14                | -12               | 0                 | 0                 | 2                    | 0                    | 0                    | 0                    | 16       | -12    | 0           | 0          |
| L. Bresonik     | 18                | 5                 | 1                 | 0                 | 3                    | 1                    | 0                    | 0                    | 21       | 6      | 1           | 0          |
| G. Cengiz       | 21                | 3                 | 0                 | 0                 | 2                    | 0                    | 0                    | 0                    | 23       | 3      | 0           | 0          |
| J. Debitzki     | 4                 | 0                 | 0                 | 0                 | 3                    | 1                    | 0                    | 0                    | 7        | 1      | 0           | 0          |
| M. Gier         | 1                 | 0                 | 0                 | 0                 | -                    | -                    | -                    | -                    | 1        | 0      | 0           | 0          |
| J. Groenen      | 9                 | 0                 | 0                 | 0                 | 3                    | 0                    | 0                    | 0                    | 12       | 0      | 0           | 0          |
| E. Hauer        | -                 | -                 | -                 | -                 | -                    | -                    | -                    | -                    | -        | -      | -           | -          |
| A. Hellfeier    | 1                 | 0                 | 0                 | 0                 | -                    | -                    | -                    | -                    | 1        | 0      | 0           | 0          |
| M. Himmighofen  | 19                | 0                 | 2                 | 0                 | 4                    | 0                    | 1                    | 0                    | 23       | 0      | 3           | 0          |
| P. Hogewoning   | 10                | 0                 | 1                 | 0                 | 2                    | 0                    | 0                    | 0                    | 12       | 0      | 1           | 0          |
| M. Islacker     | 19                | 10                | 3                 | 0                 | 3                    | 3                    | 1                    | 0                    | 22       | 13     | 4           | 0          |
| M. Kämper       | 1                 | -1                | 0                 | 0                 | 1                    | 0                    | 0                    | 0                    | 2        | -1     | 0           | 0          |
| A. Krahn        | 22                | 0                 | 1                 | 0                 | 4                    | 0                    | 0                    | 0                    | 26       | 0      | 1           | 0          |
| S. Laudehr      | 17                | 8                 | 2                 | 0                 | 4                    | 2                    | 0                    | 0                    | 21       | 10     | 2           | 0          |
| I. London       | 0                 | 0                 | 0                 | 0                 | -                    | -                    | -                    | -                    | 0        | 0      | 0           | 0          |
| L. Martens      | -                 | -                 | -                 | -                 | 1                    | 0                    | 0                    | 0                    | 1        | 0      | 0           | 0          |
| G. Morina       | 1                 | 0                 | 0                 | 0                 | -                    | -                    | -                    | -                    | 1        | 0      | 0           | 0          |
| B. Müller       | 14                | 1                 | 0                 | 0                 | 3                    | 1                    | 0                    | 0                    | 17       | 2      | 0           | 0          |
| L. Neboli       | 21                | 0                 | 2                 | 0                 | 4                    | 0                    | 0                    | 0                    | 25       | 0      | 2           | 0          |
| J. Oster        | 19                | 5                 | 0                 | 0                 | 4                    | 0                    | 0                    | 0                    | 23       | 5      | 0           | 0          |
| A. Popp         | 22                | 7                 | 2                 | 0                 | 4                    | 10                   | 0                    | 0                    | 26       | 17     | 2           | 0          |
| A. Preuß        | 7                 | -11               | 0                 | 0                 | 1                    | -2                   | 0                    | 0                    | 8        | -13    | 0           | 0          |
| D. Silva        | 3                 | 0                 | 0                 | 0                 | -                    | -                    | -                    | -                    | 3        | 0      | 0           | 0          |
| D. Streng       | 0                 | 0                 | 0                 | 0                 | 0                    | 0                    | 0                    | 0                    | 0        | 0      | 0           | 0          |
| S. Weichelt     | 19                | 3                 | 3                 | 0                 | 3                    | 0                    | 0                    | 0                    | 22       | 3      | 3           | 0          |
| L. Wensing      | 21                | 4                 | 2                 | 0                 | 3                    | 0                    | 0                    | 0                    | 24       | 4      | 2           | 0          |
| N. Windmüller   | 2                 | 0                 | 0                 | 0                 | 0                    | 0                    | 0                    | 0                    | 2        | 0      | 0           | 0          |